# Micro-région de Baja
La micro-région de Baja (en hongrois : bajai kistérség) est une micro-région statistique hongroise rassemblant plusieurs localités autour de Baja.